# Derbentski
Derbentski - Дербентский (rus) - és un khútor del krai de Krasnodar, a Rússia. Es troba a la vora esquerra del Kirpili. És a 11 km al sud de Timaixovsk i a 52 al nord de Krasnodar.
Pertany al khútor de Tantsura-Kramarenko.

## Història
La vila fou fundada per famílies de camperols de Povoljie, que fugien de la fam russa del 1921, i per soldats de l'Exèrcit Roig el 1923. Les terres en què es construí el khútor pertanyien des de finals del segle xix als cosacs Petrussenko i Iatsubi, on Fiódor Liutikh havia instal·lat una fàbrica de maons el 1900. S'escollí el nom Derbentski en honor dels soldats del regiment revolucionari de Derbent que moriren en combat amb els cosacs blancs a l'estació Vedmidivka (a Medvédovskaia) del ferrocarril del Caucas del Nord el 7 d'abril de 1918. El 1925 els habitants de Derbentski crearen el TOZ Vperiod, que en la dècada del 1930 es transformà en un kolkhoz que prengué el nom de Derbenets. El 1926 vivien a la vila ja 518 persones, i obtingué l'estatus de municipi, estatus que perdria en favor de Tantsura-Kramarenko. El 3 d'agost del 1950 el kolkhoz de Derbentski fou inclòs dins el kolkhoz 20 let Oktiàbria.